# Formação Cerro del Pueblo
A Formação Cerro del Pueblo é uma formação geológica localizada no estado de Coahuila, no México, que remonta ao final do período Cretáceo. Esta formação foi depositada na parte sul do antigo subcontinente Laramidia.

## História

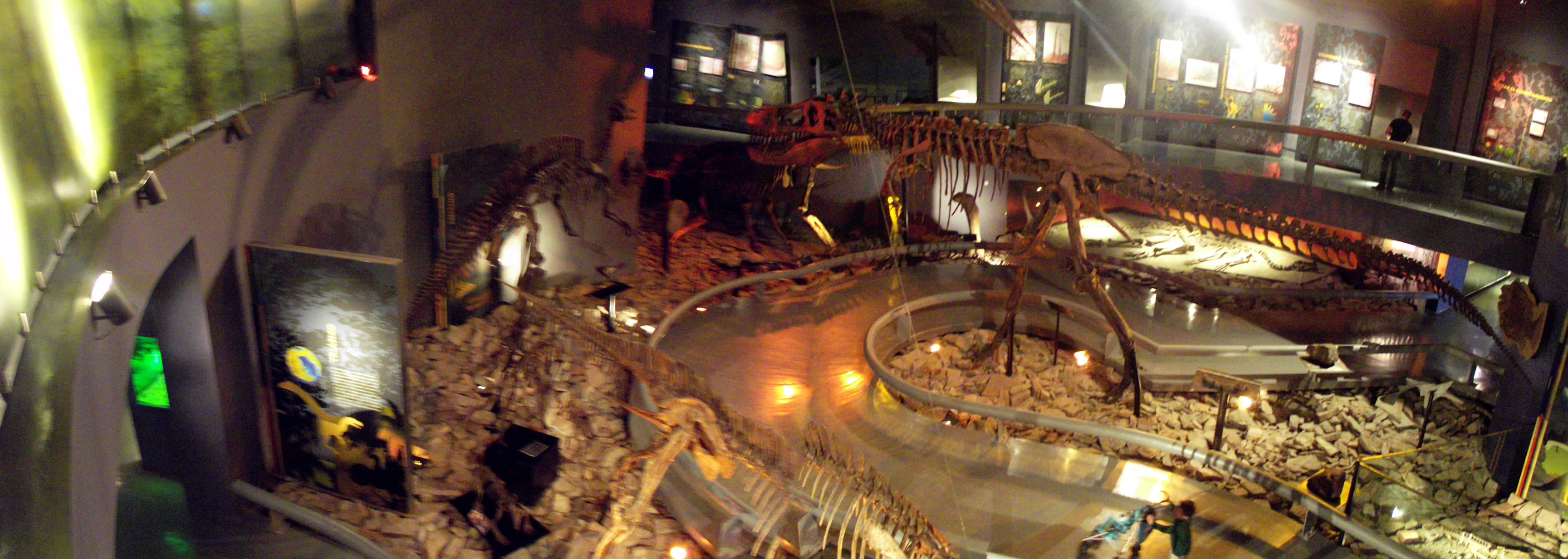
Pavilhão I, Museu do Deserto. Aqui se encontram um grande número de elementos pertencentes à Formação Cerro del Pueblo.

O Grupo Difunta era anteriormente conhecido como Formação Difunta, com espessura de quatro mil metros, onde o Cerro del Pueblo era considerado Unidade A ou “Os primeiros leitos marrom-acinzentados”; Isto foi postulado por Ralph W. Imlay em 1936.
Grover E. Murray e companhia em 1962 reclassificaram o Grupo Difunta e descreveram sete novas formações. Cerro del Pueblo recebeu esse nome de uma pequena colina a noroeste da cidade de Saltillo. Porém, estudos posteriores determinaram que o estratotipo não é mais funcional no estudo desta formação, devido à exposição da área em relação à cidade.
Consequentemente ao trabalho de Murray, a equipe de trabalho liderada por Earl F. McBread em 1974 redefiniria o Grupo Difunta, preservando a classificação inicial de Murray e acrescentando novas formações, bem como uma divisão do grupo entre duas bacias sedimentares: A Bacia Parras (onde Cerro del Pueblo está localizada) e Cuenca De La Popa.
Até o momento são conhecidas apenas localidades desta formação dentro do estado de Coahuila (próximas à Zona Metropolitana de Saltillo), entre elas estão: La Escondida (que aparece como principal referência da formação), Rincón Colorado, Las Águilas, El Pantano , La Angostura, La Parrita, El Pellial, Presa San Antonio, entre outros. No entanto, apresenta semelhanças na diversidade de fósseis e idade com diversas formações no norte do México, nos Estados Unidos e no Canadá, pertencentes a um dos ecossistemas mais comuns do final do período Cretáceo.

## Descrição
A formação apresenta um adensamento no sentido leste-oeste, onde a localidade La Escondida (localizada na cidade de Saltillo) tem uma espessura de 162 metros, e a localidade Las Águilas (que está localizada a 70 quilômetros da já citada cidade, em a cidade General Cepeda) tem espessura máxima de 540 metros. Isso indica que a formação foi depositada a oeste, sugerindo que a área representou no passado uma possível planície aluvial, semelhante ao delta do rio Nilo que deságua no Mar Mediterrâneo. O registro de achados de fósseis marinhos e terrestres em diversas seções ao longo da formação complementa e fortalece a conclusão dos estudos anteriores.

### Datação
Cerro del Pueblo data do final do Campaniano, 72,5 milhões de anos atrás e é composta por rochas sedimentares como xisto e arenito como a litologia principal.
Pertence ao Grupo Difunta, que é um conjunto de formações que data do Cretáceo Superior ao Paleógeno, onde aparece como a primeira camada do grupo na Bacia Sedimentar de Parras, sendo a mais antiga do grupo, junto com a Formação El Muerto, pertencente ao mesmo grupo na Bacia De la Popa.